# Fort réduit
Pour les articles homonymes, voir Réduit.
En fortification bastionnée, un fort réduit est  un fort aménagé dans un bastion.
Il consiste donc en un bastion, fortifié à la fois côté ville et côté campagne. Comportant des casernes, il est généralement construit pour compléter une citadelle, mais il peut parfois la remplacer. Il ne doit pas être confondu avec le réduit de demi-lune ou de contregarde qui est un retranchement aménagé dans un ouvrage extérieur.

## Description
Dans un Traité de fortifications attribué à Joseph Sauveur, il en est donné la description suivante :

« Si c’est une grosse ville où l’on bâtisse une citadelle et qu’elle soit fort peuplée, on y bâtit à l’autre extrémité un lieu retranché du côté de la ville que l’on appelle réduit comme l'on a fait à Strasbourg, aux portes de Haguenau et de Saverne et à Lille en Flandres celui de Saint Sauveur. [...]
Ces réduits, occupent ordinairement un bastion de la ville quand la gorge est assez grande et le plus souvent [près d']une porte pour observer ceux qui entrent et qui sortent de la place. Ils sont retranchés par une petite tête de fortification du côté de la ville avec une petite esplanade. Pour celui de la campagne, il doit être avantageusement fortifié comme l’endroit qui doit être le plus fort de la place. On le doit faire assez grand pour pouvoir y placer commodément un état-major, des magasins et une garnison d’environ 400 hommes en temps de guerre.
Si la place n’est point grande ni peuplée, on peut épargner la dépense d’une citadelle en y faisant un bon réduit comme l'on a fait à Landau. »

Il se présente généralement sous la forme d'un bastion à orillons côté campagne qui peut être doté d'un cavalier et de deux bastions de taille plus faible côté ville reliés par des courtines. Il peut-être doté côté ville d'un fossé (sec ou inondable) et d'une demi-lune.

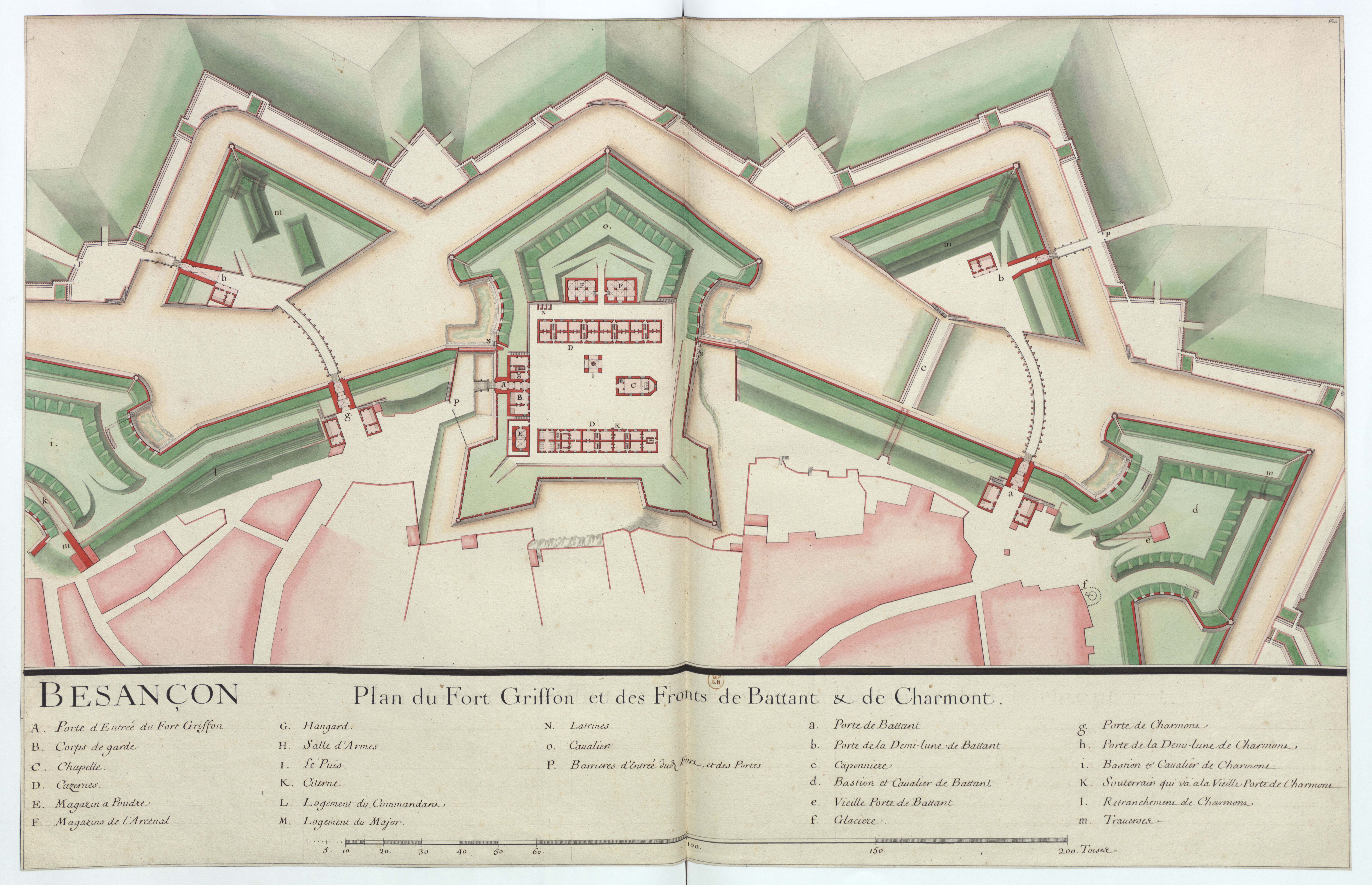
Plan du fort Griffon à Besançon.
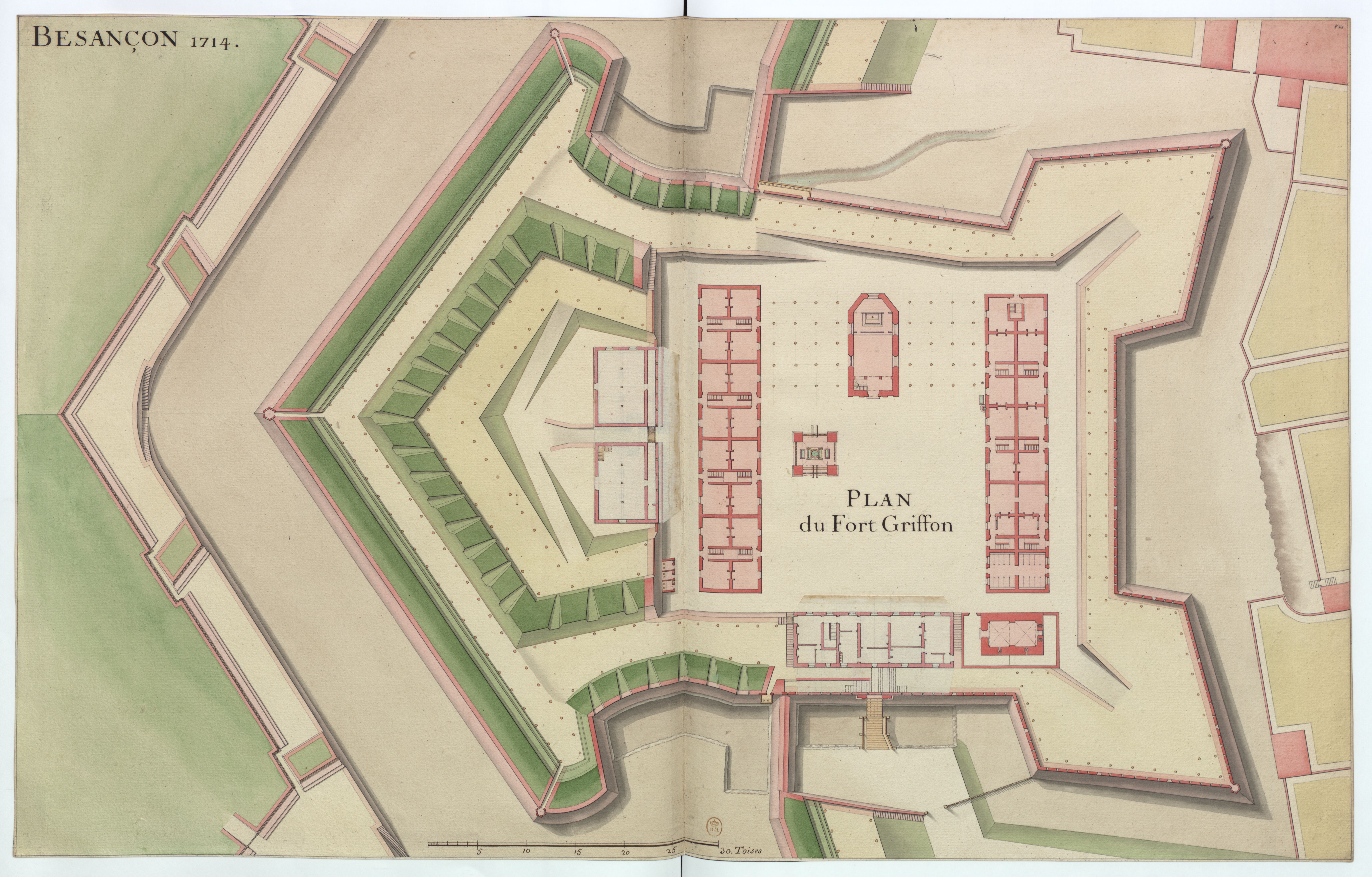
Fort Griffon à Besançon.
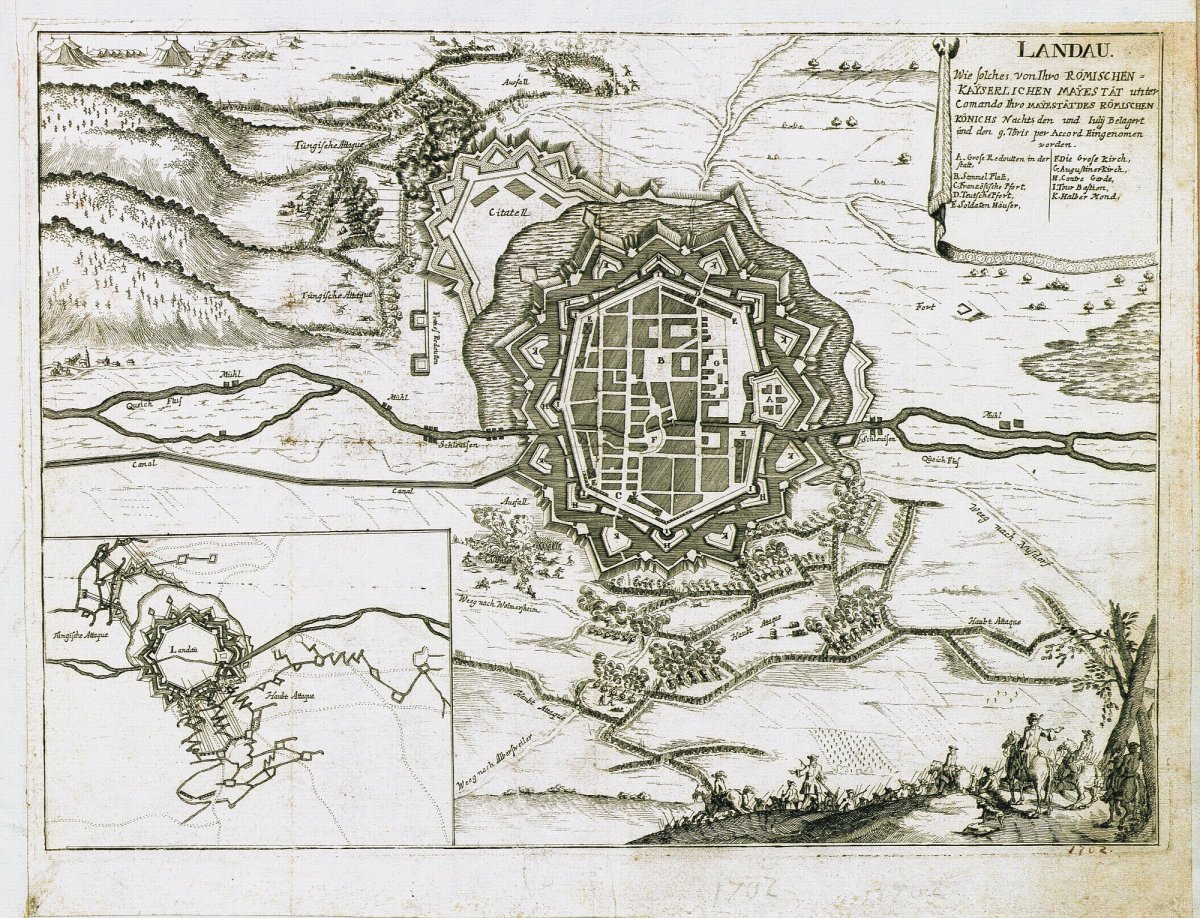
Fort réduit de la forteresse de Landau, avec la citadelle en projet.

Vauban n'a construit que cinq réduits de ce type :
- le fort Griffon à Besançon;
- le fort Saint Sauveur à Lille;
- les forts de Pierre et Blanc à Strasbourg, ces 3 villes étant dotées d'une citadelle;
- le réduit de Landau, ville sans citadelle.

Seul le fort Griffon subsiste dans son intégralité.